# Macrothemis inequiunguis
Macrothemis inequiunguis – gatunek ważki z rodziny ważkowatych (Libellulidae). Występuje w Ameryce Północnej i Południowej – od południowych USA (stan Teksas) i Meksyku przez Amerykę Centralną po Kolumbię i Wenezuelę, także na Kubie.